# Thomas Gleixner

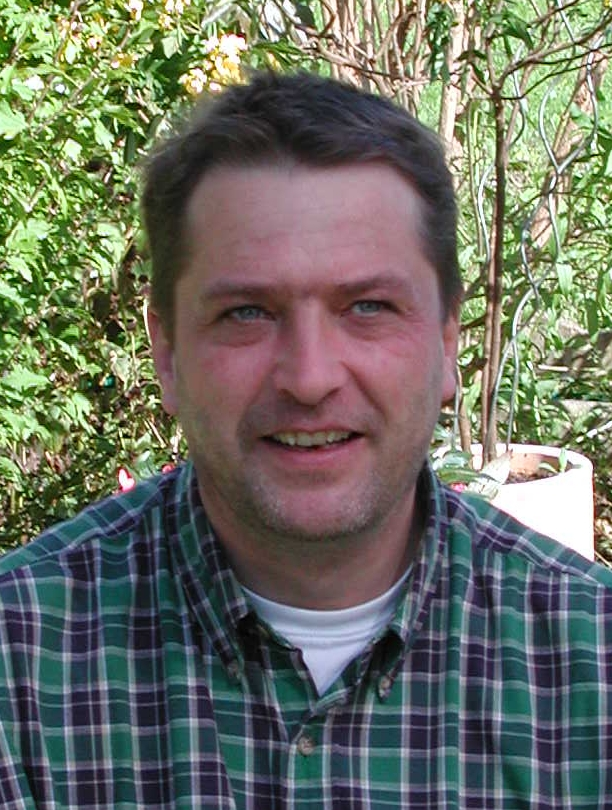
Thomas Gleixner (Herbst 2006)

Thomas Gleixner (* 24. Februar 1962 in Kempten (Allgäu)) ist ein deutscher Programmierer.

## Leben
Thomas Gleixner studierte Elektrotechnik an der Technischen Universität München. Er engagiert sich vorrangig in der Entwicklung des Linux-Kernels und hat hier wesentliche Beiträge geliefert.
Er ist Geschäftsführer seiner Firma Linutronix, die Gründungsmitglied des Open Source Automation Development Lab ist. Das Unternehmen wurde im Februar 2022 von Intel übernommen.
Ferner ist Gleixner als Referent mit Vorträgen zu Linux und seiner Anwendung in Embedded Systems und Embedded Real-Time Systems tätig, insbesondere zum Thema „RT_Preempt Patch für Linux“ (Echtzeit für Mainline-Linux).
Gleixner lebt in Uhldingen-Mühlhofen am Bodensee, ist verheiratet und hat fünf Kinder. Seit 1981 ist er Mitglied der katholischen Studentenverbindung  KDStV Tuiskonia München im CV.

## Beiträge zum Linux-Kernel
Gleixner bringt kontinuierlich kleinere und größere Beiträge zum Linux-Kernel ein. Unter den Entwicklern, die zwischen Version 2.6.12 und Version 3.2 zum Kernel beigetragen haben, liegt er an sechster Stelle mit 2190 Änderungen (0,8 % der Änderungen). Werden nur die Versionen zwischen 2.6.35 und 3.2 berücksichtigt, so liegt er an zweiter Stelle mit 798 Änderungen (1,1 % dieser Änderungen).
Zu seinen größeren Projekten zählen:
- High Resolution Timers (hrtimer)[5]
- Realtime-Linux; hier arbeitet er eng mit Ingo Molnár zusammen
- NAND-Flash-Treiber[6]

Er ist einer der Initiatoren der Zusammenlegung des Quellcodes für die i386- und  x86_64-Architekturen. Seit Oktober 2007 ist er gemeinsam mit Ingo Molnár und H. Peter Anvin Maintainer der auf diese Weise neu entstandenen x86-Architektur.
Zum jährlich stattfindenden Linux Kernel Summit, einem nicht-öffentlichen Treffen der aktivsten Kernel-Entwickler, wird Gleixner seit mehreren Jahren eingeladen.
Im Januar 2018 dankte Linus Torvalds Gleixner auf der Linux Kernel Mailing List für seine Koordination und Arbeit bei der Behebung der als Meltdown und Spectre bekannten Sicherheitslücken in modernen CPUs.

## Schriften
- Thomas Gleixner, Douglas Niehaus: Hrtimers and Beyond: Transforming the Linux Time Subsystems. In: Proceedings of the Linux Symposium. July 19th–22nd, 2006 Ottawa, Ontario Canada. Vol. 1, p. 333–346 (online; PDF; 272 kB).